# Talavera ikedai
Talavera ikedai är en spindelart som beskrevs av Logunov, Kronestedt 2003. Talavera ikedai ingår i släktet Talavera och familjen hoppspindlar. Inga underarter finns listade i Catalogue of Life.